# Liga de Campeones de la Concacaf 2021
La Liga de Campeones de la Concacaf 2021 (o Liga de Campeones de la Concacaf Scotiabank por razones de patrocinio) fue la 13.ª edición de la Liga de Campeones de la Concacaf bajo su actual nombre, y en general la 56.ª edición de la principal competición a nivel de clubes organizada por la Concacaf, el organismo regulador del fútbol en América del Norte, América Central, y el Caribe. 
El campeón del certamen, el Club de Fútbol Monterrey, representó a la región en la Copa Mundial de Clubes 2021.

## Formato
En la Liga de Campeones de la Concacaf 2021 el formato cambió en la sección de elección de equipos, los cupos les correspondieron a los 6 mejores de la Liga Concacaf 2020, junto el campeón del Campeonato de Clubes de la CFU, el campeón de Canadá, y cuatro equipos de México y Estados Unidos.
Se utilizó el sistema de rondas eliminatorias, desde octavos de final hasta llegar a la final, todas en formato ida y vuelta, a excepción de la final la cual se disputó a partido único. En las rondas de octavos de final hasta semifinales rigió la regla del gol de visitante, la cual determinaba que el equipo que haya marcado más anotaciones como visitante gana la eliminatoria, si había empate en la diferencia de goles. En caso de estar la eliminatoria empatada tras los 180 minutos de ambos partidos, la serie se decidía en una tanda de penaltis.
El club vencedor de la final y por lo tanto campeón, fue aquel que ganó el partido, ya que esta ronda fue a partido único. En caso de empate en el total de goles, se jugaba una prórroga. Y si aún persistía el empate se realizaba una tanda de penales.
Para los octavos de final, los clubes que fueron sorteados del Bombo 1 (enumerados primeros) jugaron como visitantes primero, y luego fueron los anfitriones en el partido de vuelta.
Los ganadores de las series 1, 3, 5 y 7, fueron sede para los partidos de vuelta de los cuartos de final. Para las semifinales, los clubes fueron clasificados de acuerdo su desempeño (puntos ganados, diferencia de goles y goles anotados) en los octavos y cuartos de final, utilizando el procedimiento de desempate del campeonato.
El club mejor clasificado en cada serie de semifinales fue favorecido para jugar de partido de vuelta en condición de local. El mismo procedimiento de desempate se aplicó para determinar quién fue sede de la final a partido único.
El conjunto ganador de la confederación se garantizó un lugar en la Copa Mundial de Clubes 2021.

### Asignación de equipos por asociación
| Federación     | Cupos |
| -------------- | ----- |
| Liga CONCACAF  | 6     |
| México         | 4     |
| Estados Unidos | 4     |
| Canadá         | 1     |
| Caribe         | 1     |
| Total          | 16    |

## Calendario
| Fase         | Ronda            | Ida                     | Vuelta                      |
| ------------ | ---------------- | ----------------------- | --------------------------- |
| Eliminatoria | Octavos de final | 6–8 de abril de 2021    | 13–15 de abril de 2021      |
| Eliminatoria | Cuartos de final | 27–28 de abril de 2021  | 4–5 de mayo de 2021         |
| Eliminatoria | Semifinales      | 11–12 de agosto de 2021 | 15–16 de septiembre de 2021 |
| Eliminatoria | Final            | 28 de octubre de 2021   | 28 de octubre de 2021       |

## Equipos participantes
| Federación                   | Equipo                                                           | Vía de clasificación |
| ---------------------------- | ---------------------------------------------------------------- | --- |
| México 4 plazas              | Monterrey América Cruz Azul León                                 | Campeón del Torneo Apertura 2019 Subcampeón del Torneo Apertura 2019 Líder general del Torneo Clausura 2020 Sublíder general del Torneo Clausura 2020 |
| Estados Unidos 4 plazas      | Columbus Crew Philadelphia Union Portland Timbers Atlanta United | Campeón de la MLS Cup 2020 Ganador de la MLS Supporters' Shield Campeón del Torneo MLS is Back 2020 Campeón de la U.S. Open Cup 2019                  |
| Costa Rica 2 plazas          | Alajuelense Saprissa                                             | Campeón de la Liga Concacaf 2020 Subcampeón de la Liga Concacaf 2020                                                                                  |
| Honduras 2 plazas            | Olimpia Marathón                                                 | Semifinalista de la Liga Concacaf 2020 Sexto lugar de la Liga Concacaf 2020                                                                           |
| Canadá 1 plaza               | Toronto                                                          | Mejor clasificado del Campeonato Canadiense de Fútbol 2020                                                                                            |
| República Dominicana 1 plaza | Atlético Pantoja                                                 | Mejor equipo de la fase de grupos del Campeonato de Clubes de la CFU 2020                                                                             |
| Haití 1 plaza                | Arcahaie                                                         | Semifinalista de la Liga Concacaf 2020 |
| Nicaragua 1 plaza            | Real Estelí                                                      | Quinto lugar de la Liga Concacaf 2020 |

### Localidad de los equipos
Distribución geográfica de las sedes de los equipos ya clasificados.

### Datos y estadísticas
| Equipo             | Ciudad                              | 1.ª participación | Títulos | Estadio                 | Aforo  | Kit    |
| ------------------ | ----------------------------------- | ----------------- | ------- | ----------------------- | ------ | ------ |
| Alajuelense        | Alajuela, Costa Rica                | 1962              | 2       | Alejandro Morera Soto   | 17.895 | Kelme  |
| América            | Ciudad de México, México            | 1977              | 7       | Azteca                  | 87.000 | Nike   |
| Arcahaie           | Puerto Príncipe, Haití              | 2021              | 0       | Sylvio Cator            | 15.000 | Nike   |
| Atlanta United     | Atlanta, Estados Unidos             | 2019              | 0       | Mercedes-Benz Stadium   | 71.000 | Adidas |
| Atlético Pantoja   | Santo Domingo, República Dominicana | 2019              | 0       | Olímpico Félix Sánchez  | 27.000 | Walon  |
| Columbus Crew      | Columbus, Estados Unidos            | 2003              | 0       | Mapfre Stadium          | 20.000 | Adidas |
| Cruz Azul          | Ciudad de México, México            | 1969              | 6       | Azteca                  | 87.000 | Joma   |
| León               | León, México                        | 1976              | 0       | León                    | 31.297 | Pirma  |
| Marathón           | San Pedro Sula, Honduras            | 1974              | 0       | Yankel Rosenthal        | 11.000 | Joma   |
| Monterrey          | Guadalupe, México                   | 1975              | 5       | BBVA Bancomer           | 53.500 | Puma   |
| Olimpia            | Tegucigalpa, Honduras               | 1962              | 2       | Nacional de Tegucigalpa | 35.000 | Umbro  |
| Philadelphia Union | Filadelfia, Estados Unidos          | 2021              | 0       | Subaru Park             | 18.500 | Adidas |
| Portland Timbers   | Portland, Estados Unidos            | 2014              | 0       | Providence Park         | 25.218 | Adidas |
| Real Estelí        | Estelí, Nicaragua                   | 1991              | 0       | Independencia           | 8.000  | Kappa  |
| Saprissa           | San José, Costa Rica                | 1963              | 3       | Ricardo Saprissa Aymá   | 23.000 | Kappa  |
| Toronto            | Toronto, Canadá                     | 2009              | 0       | BMO Field               | 30.226 | Adidas |

## Resultados

### Bombos
| Bombo 1            | Bombo 2          |
| ------------------ | ---------------- |
| América            | Alajuelense      |
| Cruz Azul          | Saprissa         |
| Monterrey          | Marathón         |
| Toronto            | Olimpia          |
| Atlanta United     | Atlético Pantoja |
| Columbus Crew      | Arcahaie         |
| Philadelphia Union | León             |
| Portland Timbers   | Real Estelí      |

### Eliminatorias
|  | Octavos de final                                               | Octavos de final                                               | Octavos de final                                               | Octavos de final                                               | Octavos de final                                               |   |                    | Cuartos de final                                              | Cuartos de final                                              | Cuartos de final                                              | Cuartos de final                                              | Cuartos de final                                              |  |                    | Semifinales                                                            | Semifinales                                                            | Semifinales                                                            | Semifinales                                                            | Semifinales                                                            |  |           | Final                                         | Final                                         | Final                                         |  |
|  | 6 y 8 de abril de 2021 (ida) 13 y 15 de abril de 2021 (vuelta) | 6 y 8 de abril de 2021 (ida) 13 y 15 de abril de 2021 (vuelta) | 6 y 8 de abril de 2021 (ida) 13 y 15 de abril de 2021 (vuelta) | 6 y 8 de abril de 2021 (ida) 13 y 15 de abril de 2021 (vuelta) | 6 y 8 de abril de 2021 (ida) 13 y 15 de abril de 2021 (vuelta) |   |                    | 27 y 28 de abril de 2021 (ida) 4 y 5 de mayo de 2021 (vuelta) | 27 y 28 de abril de 2021 (ida) 4 y 5 de mayo de 2021 (vuelta) | 27 y 28 de abril de 2021 (ida) 4 y 5 de mayo de 2021 (vuelta) | 27 y 28 de abril de 2021 (ida) 4 y 5 de mayo de 2021 (vuelta) | 27 y 28 de abril de 2021 (ida) 4 y 5 de mayo de 2021 (vuelta) |  |                    | 11 y 12 de agosto de 2021 (ida) 15 y 16 de septiembre de 2021 (vuelta) | 11 y 12 de agosto de 2021 (ida) 15 y 16 de septiembre de 2021 (vuelta) | 11 y 12 de agosto de 2021 (ida) 15 y 16 de septiembre de 2021 (vuelta) | 11 y 12 de agosto de 2021 (ida) 15 y 16 de septiembre de 2021 (vuelta) | 11 y 12 de agosto de 2021 (ida) 15 y 16 de septiembre de 2021 (vuelta) |  |           | 28 de octubre de 2021 Estadio BBVA, Guadalupe | 28 de octubre de 2021 Estadio BBVA, Guadalupe | 28 de octubre de 2021 Estadio BBVA, Guadalupe |  |
|  |                                                                |                                                                |                                                                |                                                                |                                                                |   |                    |                                                               |                                                               |                                                               |                                                               |                                                               |  |                    |                                                                        |                                                                        |                                                                        |                                                                        |                                                                        |  |           |                                               |                                               |                                               |  |
|  |                                                                |                                                                |                                                                |                                                                |                                                                |   |                    |                                                               |                                                               |                                                               |                                                               |                                                               |  |                    |                                                                        |                                                                        |                                                                        |                                                                        |                                                                        |  |           |                                               |                                               |                                               |  |
|  | A1                                                             | Cruz Azul                                                      | 0                                                              | 8                                                              | 8                                                              |   |                    |                                                               |                                                               |                                                               |                                                               |                                                               |  |                    |                                                                        |                                                                        |                                                                        |                                                                        |                                                                        |  |           |                                               |                                               |                                               |  |
|  | A1                                                             | Cruz Azul                                                      | 0                                                              | 8                                                              | 8                                                              |   |                    |                                                               |                                                               |                                                               |                                                               |                                                               |  |                    |                                                                        |                                                                        |                                                                        |                                                                        |                                                                        |  |           |                                               |                                               |                                               |  |
|  | B1                                                             | Arcahaie                                                       | 0                                                              | 0                                                              | 0                                                              |   |                    |                                                               |                                                               |                                                               |                                                               |                                                               |  |                    |                                                                        |                                                                        |                                                                        |                                                                        |                                                                        |  |           |                                               |                                               |                                               |  |
|  | B1                                                             | Arcahaie                                                       | 0                                                              | 0                                                              | 0                                                              |   | Cruz Azul          | Cruz Azul                                                     | 3                                                             | 1                                                             | 4                                                             |                                                               |  |                    |                                                                        |                                                                        |                                                                        |                                                                        |                                                                        |  |           |                                               |                                               |                                               |  |
|  |                                                                |                                                                |                                                                |                                                                |                                                                |   | Cruz Azul          | Cruz Azul                                                     | 3                                                             | 1                                                             | 4                                                             |                                                               |  |                    |                                                                        |                                                                        |                                                                        |                                                                        |                                                                        |  |           |                                               |                                               |                                               |  |
|  |                                                                |                                                                | Toronto                                                        | Toronto                                                        | 1                                                              | 0 | 1                  |                                                               |                                                               |                                                               |                                                               |                                                               |  |                    |                                                                        |                                                                        |                                                                        |                                                                        |                                                                        |  |           |                                               |                                               |                                               |  |
|  | A2                                                             | Toronto                                                        | Toronto                                                        | Toronto                                                        | 1                                                              | 0 | 1                  | 1                                                             | 2                                                             | 3                                                             |                                                               |                                                               |  |                    |                                                                        |                                                                        |                                                                        |                                                                        |                                                                        |  |           |                                               |                                               |                                               |  |
|  | A2                                                             | Toronto                                                        |                                                                |                                                                |                                                                |   |                    |                                                               |                                                               | 3                                                             |                                                               |                                                               |  |                    |                                                                        |                                                                        |                                                                        |                                                                        |                                                                        |  |           |                                               |                                               |                                               |  |
|  | B2                                                             | León                                                           | 1                                                              | 1                                                              | 2                                                              |   |                    |                                                               |                                                               |                                                               |                                                               |                                                               |  |                    |                                                                        |                                                                        |                                                                        |                                                                        |                                                                        |  |           |                                               |                                               |                                               |  |
|  | B2                                                             | León                                                           | 1                                                              | 1                                                              | 2                                                              |   |                    |                                                               |                                                               |                                                               |                                                               |                                                               |  | Cruz Azul          | Cruz Azul                                                              | 0                                                                      | 1                                                                      | 1                                                                      |                                                                        |  |           |                                               |                                               |                                               |  |
|  |                                                                |                                                                |                                                                |                                                                |                                                                |   |                    |                                                               |                                                               |                                                               |                                                               |                                                               |  | Cruz Azul          | Cruz Azul                                                              | 0                                                                      | 1                                                                      | 1                                                                      |                                                                        |  |           |                                               |                                               |                                               |  |
|  |                                                                |                                                                | Monterrey                                                      | Monterrey                                                      | 1                                                              | 4 | 5                  |                                                               |                                                               |                                                               |                                                               |                                                               |  |                    |                                                                        |                                                                        |                                                                        |                                                                        |                                                                        |  |           |                                               |                                               |                                               |  |
|  | A3                                                             | Monterrey                                                      | Monterrey                                                      | Monterrey                                                      | 1                                                              | 4 | 5                  | 3                                                             | 3                                                             | 6                                                             |                                                               |                                                               |  |                    |                                                                        |                                                                        |                                                                        |                                                                        |                                                                        |  |           |                                               |                                               |                                               |  |
|  | A3                                                             | Monterrey                                                      |                                                                |                                                                |                                                                |   |                    |                                                               |                                                               | 6                                                             |                                                               |                                                               |  |                    |                                                                        |                                                                        |                                                                        |                                                                        |                                                                        |  |           |                                               |                                               |                                               |  |
|  | B3                                                             | Atlético Pantoja                                               | 0                                                              | 1                                                              | 1                                                              |   |                    |                                                               |                                                               |                                                               |                                                               |                                                               |  |                    |                                                                        |                                                                        |                                                                        |                                                                        |                                                                        |  |           |                                               |                                               |                                               |  |
|  | B3                                                             | Atlético Pantoja                                               | 0                                                              | 1                                                              | 1                                                              |   | Monterrey          | Monterrey                                                     | 2                                                             | 3                                                             | 5                                                             |                                                               |  |                    |                                                                        |                                                                        |                                                                        |                                                                        |                                                                        |  |           |                                               |                                               |                                               |  |
|  |                                                                |                                                                |                                                                |                                                                |                                                                |   | Monterrey          | Monterrey                                                     | 2                                                             | 3                                                             | 5                                                             |                                                               |  |                    |                                                                        |                                                                        |                                                                        |                                                                        |                                                                        |  |           |                                               |                                               |                                               |  |
|  |                                                                |                                                                | Columbus Crew                                                  | Columbus Crew                                                  | 2                                                              | 0 | 2                  |                                                               |                                                               |                                                               |                                                               |                                                               |  |                    |                                                                        |                                                                        |                                                                        |                                                                        |                                                                        |  |           |                                               |                                               |                                               |  |
|  | A4                                                             | Columbus Crew                                                  | Columbus Crew                                                  | Columbus Crew                                                  | 2                                                              | 0 | 2                  | 4                                                             | 1                                                             | 5                                                             |                                                               |                                                               |  |                    |                                                                        |                                                                        |                                                                        |                                                                        |                                                                        |  |           |                                               |                                               |                                               |  |
|  | A4                                                             | Columbus Crew                                                  |                                                                |                                                                |                                                                |   |                    |                                                               |                                                               | 5                                                             |                                                               |                                                               |  |                    |                                                                        |                                                                        |                                                                        |                                                                        |                                                                        |  |           |                                               |                                               |                                               |  |
|  | B4                                                             | Real Estelí                                                    | 0                                                              | 0                                                              | 0                                                              |   |                    |                                                               |                                                               |                                                               |                                                               |                                                               |  |                    |                                                                        |                                                                        |                                                                        |                                                                        |                                                                        |  |           |                                               |                                               |                                               |  |
|  | B4                                                             | Real Estelí                                                    | 0                                                              | 0                                                              | 0                                                              |   |                    |                                                               |                                                               |                                                               |                                                               |                                                               |  |                    |                                                                        |                                                                        |                                                                        |                                                                        |                                                                        |  | Monterrey | Monterrey                                     | 1                                             |                                               |  |
|  |                                                                |                                                                |                                                                |                                                                |                                                                |   |                    |                                                               |                                                               |                                                               |                                                               |                                                               |  |                    |                                                                        |                                                                        |                                                                        |                                                                        |                                                                        |  | Monterrey | Monterrey                                     | 1                                             |                                               |  |
|  |                                                                |                                                                | América                                                        | América                                                        | 0                                                              |   |                    |                                                               |                                                               |                                                               |                                                               |                                                               |  |                    |                                                                        |                                                                        |                                                                        |                                                                        |                                                                        |  |           |                                               |                                               |                                               |  |
|  | A5                                                             | Philadelphia Union                                             | América                                                        | América                                                        | 0                                                              | 1 | 4                  | 5                                                             |                                                               |                                                               |                                                               |                                                               |  |                    |                                                                        |                                                                        |                                                                        |                                                                        |                                                                        |  |           |                                               |                                               |                                               |  |
|  | A5                                                             | Philadelphia Union                                             |                                                                |                                                                |                                                                |   |                    |                                                               |                                                               |                                                               |                                                               |                                                               |  |                    |                                                                        |                                                                        |                                                                        |                                                                        |                                                                        |  |           |                                               |                                               |                                               |  |
|  | B5                                                             | Saprissa                                                       | 0                                                              | 0                                                              | 0                                                              |   |                    |                                                               |                                                               |                                                               |                                                               |                                                               |  |                    |                                                                        |                                                                        |                                                                        |                                                                        |                                                                        |  |           |                                               |                                               |                                               |  |
|  | B5                                                             | Saprissa                                                       | 0                                                              | 0                                                              | 0                                                              |   | Philadelphia Union | Philadelphia Union                                            | 3                                                             | 1                                                             | 4                                                             |                                                               |  |                    |                                                                        |                                                                        |                                                                        |                                                                        |                                                                        |  |           |                                               |                                               |                                               |  |
|  |                                                                |                                                                |                                                                |                                                                |                                                                |   | Philadelphia Union | Philadelphia Union                                            | 3                                                             | 1                                                             | 4                                                             |                                                               |  |                    |                                                                        |                                                                        |                                                                        |                                                                        |                                                                        |  |           |                                               |                                               |                                               |  |
|  |                                                                |                                                                | Atlanta United                                                 | Atlanta United                                                 | 0                                                              | 1 | 1                  |                                                               |                                                               |                                                               |                                                               |                                                               |  |                    |                                                                        |                                                                        |                                                                        |                                                                        |                                                                        |  |           |                                               |                                               |                                               |  |
|  | A6                                                             | Atlanta United                                                 | Atlanta United                                                 | Atlanta United                                                 | 0                                                              | 1 | 1                  | 1                                                             | 1                                                             | 2                                                             |                                                               |                                                               |  |                    |                                                                        |                                                                        |                                                                        |                                                                        |                                                                        |  |           |                                               |                                               |                                               |  |
|  | A6                                                             | Atlanta United                                                 |                                                                |                                                                |                                                                |   |                    |                                                               |                                                               | 2                                                             |                                                               |                                                               |  |                    |                                                                        |                                                                        |                                                                        |                                                                        |                                                                        |  |           |                                               |                                               |                                               |  |
|  | B6                                                             | Alajuelense                                                    | 0                                                              | 0                                                              | 0                                                              |   |                    |                                                               |                                                               |                                                               |                                                               |                                                               |  |                    |                                                                        |                                                                        |                                                                        |                                                                        |                                                                        |  |           |                                               |                                               |                                               |  |
|  | B6                                                             | Alajuelense                                                    | 0                                                              | 0                                                              | 0                                                              |   |                    |                                                               |                                                               |                                                               |                                                               |                                                               |  | Philadelphia Union | Philadelphia Union                                                     | 0                                                                      | 0                                                                      | 0                                                                      |                                                                        |  |           |                                               |                                               |                                               |  |
|  |                                                                |                                                                |                                                                |                                                                |                                                                |   |                    |                                                               |                                                               |                                                               |                                                               |                                                               |  | Philadelphia Union | Philadelphia Union                                                     | 0                                                                      | 0                                                                      | 0                                                                      |                                                                        |  |           |                                               |                                               |                                               |  |
|  |                                                                |                                                                | América                                                        | América                                                        | 2                                                              | 2 | 4                  |                                                               |                                                               |                                                               |                                                               |                                                               |  |                    |                                                                        |                                                                        |                                                                        |                                                                        |                                                                        |  |           |                                               |                                               |                                               |  |
|  | A7                                                             | América (v.)                                                   | América                                                        | América                                                        | 2                                                              | 2 | 4                  | 2                                                             | 0                                                             | 2                                                             |                                                               |                                                               |  |                    |                                                                        |                                                                        |                                                                        |                                                                        |                                                                        |  |           |                                               |                                               |                                               |  |
|  | A7                                                             | América (v.)                                                   |                                                                |                                                                |                                                                |   |                    |                                                               |                                                               | 2                                                             |                                                               |                                                               |  |                    |                                                                        |                                                                        |                                                                        |                                                                        |                                                                        |  |           |                                               |                                               |                                               |  |
|  | B7                                                             | Olimpia                                                        | 1                                                              | 1                                                              | 2                                                              |   |                    |                                                               |                                                               |                                                               |                                                               |                                                               |  |                    |                                                                        |                                                                        |                                                                        |                                                                        |                                                                        |  |           |                                               |                                               |                                               |  |
|  | B7                                                             | Olimpia                                                        | 1                                                              | 1                                                              | 2                                                              |   | América            | América                                                       | 1                                                             | 3                                                             | 4                                                             |                                                               |  |                    |                                                                        |                                                                        |                                                                        |                                                                        |                                                                        |  |           |                                               |                                               |                                               |  |
|  |                                                                |                                                                |                                                                |                                                                |                                                                |   | América            | América                                                       | 1                                                             | 3                                                             | 4                                                             |                                                               |  |                    |                                                                        |                                                                        |                                                                        |                                                                        |                                                                        |  |           |                                               |                                               |                                               |  |
|  |                                                                |                                                                | Portland Timbers                                               | Portland Timbers                                               | 1                                                              | 1 | 2                  |                                                               |                                                               |                                                               |                                                               |                                                               |  |                    |                                                                        |                                                                        |                                                                        |                                                                        |                                                                        |  |           |                                               |                                               |                                               |  |
|  | A8                                                             | Portland Timbers                                               | Portland Timbers                                               | Portland Timbers                                               | 1                                                              | 1 | 2                  | 2                                                             | 5                                                             | 7                                                             |                                                               |                                                               |  |                    |                                                                        |                                                                        |                                                                        |                                                                        |                                                                        |  |           |                                               |                                               |                                               |  |
|  | A8                                                             | Portland Timbers                                               |                                                                |                                                                |                                                                |   |                    |                                                               |                                                               | 7                                                             |                                                               |                                                               |  |                    |                                                                        |                                                                        |                                                                        |                                                                        |                                                                        |  |           |                                               |                                               |                                               |  |
|  | B8                                                             | Marathón                                                       | 2                                                              | 0                                                              | 2                                                              |   |                    |                                                               |                                                               |                                                               |                                                               |                                                               |  |                    |                                                                        |                                                                        |                                                                        |                                                                        |                                                                        |  |           |                                               |                                               |                                               |  |
|  | B8                                                             | Marathón                                                       | 2                                                              | 0                                                              | 2                                                              |   |                    |                                                               |                                                               |                                                               |                                                               |                                                               |  |                    |                                                                        |                                                                        |                                                                        |                                                                        |                                                                        |  |           |                                               |                                               |                                               |  |
|  |                                                                |                                                                |                                                                |                                                                |                                                                |   |                    |                                                               |                                                               |                                                               |                                                               |                                                               |  |                    |                                                                        |                                                                        |                                                                        |                                                                        |                                                                        |  |           |                                               |                                               |                                               |  |

### Octavos de final
El sorteo de los octavos de final tuvo lugar el 11 de febrero de 2021. La ida se disputó entre el 6 y el 8 de abril, mientras que la vuelta se disputó entre el 13 y el 15 de abril.
| Equipo 1         | Agr.     | Equipo 2           | Ida | Vuelta |
| ---------------- | -------- | ------------------ | --- | ------ |
| Arcahaie         | 0–8      | Cruz Azul          | 0–0 | 0–8    |
| León             | 2–3      | Toronto            | 1–1 | 1–2    |
| Atlético Pantoja | 1–6      | Monterrey          | 0–3 | 1–3    |
| Real Estelí      | 0–5      | Columbus Crew      | 0–4 | 0–1    |
| Saprissa         | 0–5      | Philadelphia Union | 0–1 | 0–4    |
| Alajuelense      | 0–2      | Atlanta United     | 0–1 | 0–1    |
| Olimpia          | 2–2 (v.) | América            | 1–2 | 1–0    |
| Marathón         | 2–7      | Portland Timbers   | 2–2 | 0–5    |

### Cuartos de final
La ida se disputó el 27 y 28 de abril, mientras que la vuelta se disputó el 4 y 5 de mayo.
| Equipo 1         | Agr. | Equipo 2           | Ida | Vuelta |
| ---------------- | ---- | ------------------ | --- | ------ |
| Toronto          | 1–4  | Cruz Azul          | 1–3 | 0–1    |
| Columbus Crew    | 2–5  | Monterrey          | 2–2 | 0–3    |
| Atlanta United   | 1–4  | Philadelphia Union | 0–3 | 1–1    |
| Portland Timbers | 2–4  | América            | 1–1 | 1–3    |

### Semifinales
La ida se disputó el 11 y 12 de agosto, mientras que la vuelta se disputó el 15 y 16 de septiembre.
| Equipo 1  | Agr. | Equipo 2           | Ida | Vuelta |
| --------- | ---- | ------------------ | --- | ------ |
| Monterrey | 5–1  | Cruz Azul          | 1–0 | 4–1    |
| América   | 4–0  | Philadelphia Union | 2–0 | 2–0    |

### Final
| 31    | POR   | Esteban Andrada    |     |
| 33    | DEF   | Stefan Medina      |     |
| 3     | DEF   | César Montes       |     |
| 15    | DEF   | Héctor Moreno      |     |
| 20    | DEF   | Sebastián Vegas    |     |
| 16    | MED   | Celso Ortiz        | 71' |
| 29    | MED   | Carlos Rodríguez   |     |
| 21    | MED   | Arturo González    | 89' |
| 17    | MED   | Jesús Gallardo     |     |
| 11    | MED   | Maximiliano Meza   |     |
| 7     | DEL   | Rogelio Funes Mori | 75' |
| D. T. | D. T. | Javier Aguirre     |     |

| 13    | POR   | Guillermo Ochoa   |     |
| 3     | DEF   | Jorge Sánchez     |     |
| 18    | DEF   | Bruno Valdez      |     |
| 4     | DEF   | Sebastián Cáceres |     |
| 2     | DEF   | Luis Fuentes      | 55' |
| 12    | MED   | Mario Osuna       | 67' |
| 20    | MED   | Richard Sánchez   | 67' |
| 22    | MED   | Álvaro Fidalgo    |     |
| 9     | DEL   | Roger Martínez    | 81' |
| 26    | DEL   | Salvador Reyes    |     |
| 21    | DEL   | Henry Martín      |     |
| D. T. | D. T. | Santiago Solari   |     |

| 5  | MED | Matías Kranevitter | 71' |
| 9  | DEL | Vincent Janssen    | 75' |
| 14 | MED | Erick Aguirre      | 89' |

| 17 | MED | Sebastián Córdova | 55' |
| 14 | MED | Nicolás Benedetti | 67' |
| 23 | MED | Antonio López     | 67' |
| 24 | DEL | Federico Viñas    | 81' |

| 9' | Rogelio Funes Mori | 1:0 |

| 39' · 90+10' | Celso Ortiz Stefan Medina |

| 22' · 59' · 68' · 90+10' | Sebastián Cáceres Salvador Reyes Roger Martínez Jorge Sánchez |

| Principal  | Fernando Hernández |
| Asistentes | Michael Barwegen   |
|            | Karen Díaz         |
| Cuarto     | Fernando Guerrero  |
| Quinto     | Michel Morales     |

| VAR | Adonai Escobedo |

|  |                    |     |     |
|  | Tiros              | 15  | 9   |
|  | Tiros a puerta     | 5   | 3   |
|  | Faltas             | 16  | 14  |
|  | Saques de esquina  | 4   | 6   |
|  | Fueras de juego    | 0   | 2   |
|  | Posesión del balón | 44% | 56% |

| 31    | POR   | Esteban Andrada    |     |
| 33    | DEF   | Stefan Medina      |     |
| 3     | DEF   | César Montes       |     |
| 15    | DEF   | Héctor Moreno      |     |
| 20    | DEF   | Sebastián Vegas    |     |
| 16    | MED   | Celso Ortiz        | 71' |
| 29    | MED   | Carlos Rodríguez   |     |
| 21    | MED   | Arturo González    | 89' |
| 17    | MED   | Jesús Gallardo     |     |
| 11    | MED   | Maximiliano Meza   |     |
| 7     | DEL   | Rogelio Funes Mori | 75' |
| D. T. | D. T. | Javier Aguirre     |     |

| 13    | POR   | Guillermo Ochoa   |     |
| 3     | DEF   | Jorge Sánchez     |     |
| 18    | DEF   | Bruno Valdez      |     |
| 4     | DEF   | Sebastián Cáceres |     |
| 2     | DEF   | Luis Fuentes      | 55' |
| 12    | MED   | Mario Osuna       | 67' |
| 20    | MED   | Richard Sánchez   | 67' |
| 22    | MED   | Álvaro Fidalgo    |     |
| 9     | DEL   | Roger Martínez    | 81' |
| 26    | DEL   | Salvador Reyes    |     |
| 21    | DEL   | Henry Martín      |     |
| D. T. | D. T. | Santiago Solari   |     |

| 5  | MED | Matías Kranevitter | 71' |
| 9  | DEL | Vincent Janssen    | 75' |
| 14 | MED | Erick Aguirre      | 89' |

| 17 | MED | Sebastián Córdova | 55' |
| 14 | MED | Nicolás Benedetti | 67' |
| 23 | MED | Antonio López     | 67' |
| 24 | DEL | Federico Viñas    | 81' |

| 9' | Rogelio Funes Mori | 1:0 |

| 39' · 90+10' | Celso Ortiz Stefan Medina |

| 22' · 59' · 68' · 90+10' | Sebastián Cáceres Salvador Reyes Roger Martínez Jorge Sánchez |

| Principal  | Fernando Hernández |
| Asistentes | Michael Barwegen   |
|            | Karen Díaz         |
| Cuarto     | Fernando Guerrero  |
| Quinto     | Michel Morales     |

| VAR | Adonai Escobedo |

|  |                    |     |     |
|  | Tiros              | 15  | 9   |
|  | Tiros a puerta     | 5   | 3   |
|  | Faltas             | 16  | 14  |
|  | Saques de esquina  | 4   | 6   |
|  | Fueras de juego    | 0   | 2   |
|  | Posesión del balón | 44% | 56% |

| 31    | POR   | Esteban Andrada    |     |
| 33    | DEF   | Stefan Medina      |     |
| 3     | DEF   | César Montes       |     |
| 15    | DEF   | Héctor Moreno      |     |
| 20    | DEF   | Sebastián Vegas    |     |
| 16    | MED   | Celso Ortiz        | 71' |
| 29    | MED   | Carlos Rodríguez   |     |
| 21    | MED   | Arturo González    | 89' |
| 17    | MED   | Jesús Gallardo     |     |
| 11    | MED   | Maximiliano Meza   |     |
| 7     | DEL   | Rogelio Funes Mori | 75' |
| D. T. | D. T. | Javier Aguirre     |     |

| 13    | POR   | Guillermo Ochoa   |     |
| 3     | DEF   | Jorge Sánchez     |     |
| 18    | DEF   | Bruno Valdez      |     |
| 4     | DEF   | Sebastián Cáceres |     |
| 2     | DEF   | Luis Fuentes      | 55' |
| 12    | MED   | Mario Osuna       | 67' |
| 20    | MED   | Richard Sánchez   | 67' |
| 22    | MED   | Álvaro Fidalgo    |     |
| 9     | DEL   | Roger Martínez    | 81' |
| 26    | DEL   | Salvador Reyes    |     |
| 21    | DEL   | Henry Martín      |     |
| D. T. | D. T. | Santiago Solari   |     |

| 5  | MED | Matías Kranevitter | 71' |
| 9  | DEL | Vincent Janssen    | 75' |
| 14 | MED | Erick Aguirre      | 89' |

| 17 | MED | Sebastián Córdova | 55' |
| 14 | MED | Nicolás Benedetti | 67' |
| 23 | MED | Antonio López     | 67' |
| 24 | DEL | Federico Viñas    | 81' |

| 9' | Rogelio Funes Mori | 1:0 |

| 39' · 90+10' | Celso Ortiz Stefan Medina |

| 22' · 59' · 68' · 90+10' | Sebastián Cáceres Salvador Reyes Roger Martínez Jorge Sánchez |

| Principal  | Fernando Hernández |
| Asistentes | Michael Barwegen   |
|            | Karen Díaz         |
| Cuarto     | Fernando Guerrero  |
| Quinto     | Michel Morales     |

| VAR | Adonai Escobedo |

|  |                    |     |     |
|  | Tiros              | 15  | 9   |
|  | Tiros a puerta     | 5   | 3   |
|  | Faltas             | 16  | 14  |
|  | Saques de esquina  | 4   | 6   |
|  | Fueras de juego    | 0   | 2   |
|  | Posesión del balón | 44% | 56% |

| 31    | POR   | Esteban Andrada    |     |
| 33    | DEF   | Stefan Medina      |     |
| 3     | DEF   | César Montes       |     |
| 15    | DEF   | Héctor Moreno      |     |
| 20    | DEF   | Sebastián Vegas    |     |
| 16    | MED   | Celso Ortiz        | 71' |
| 29    | MED   | Carlos Rodríguez   |     |
| 21    | MED   | Arturo González    | 89' |
| 17    | MED   | Jesús Gallardo     |     |
| 11    | MED   | Maximiliano Meza   |     |
| 7     | DEL   | Rogelio Funes Mori | 75' |
| D. T. | D. T. | Javier Aguirre     |     |

| 13    | POR   | Guillermo Ochoa   |     |
| 3     | DEF   | Jorge Sánchez     |     |
| 18    | DEF   | Bruno Valdez      |     |
| 4     | DEF   | Sebastián Cáceres |     |
| 2     | DEF   | Luis Fuentes      | 55' |
| 12    | MED   | Mario Osuna       | 67' |
| 20    | MED   | Richard Sánchez   | 67' |
| 22    | MED   | Álvaro Fidalgo    |     |
| 9     | DEL   | Roger Martínez    | 81' |
| 26    | DEL   | Salvador Reyes    |     |
| 21    | DEL   | Henry Martín      |     |
| D. T. | D. T. | Santiago Solari   |     |

| 5  | MED | Matías Kranevitter | 71' |
| 9  | DEL | Vincent Janssen    | 75' |
| 14 | MED | Erick Aguirre      | 89' |

| 17 | MED | Sebastián Córdova | 55' |
| 14 | MED | Nicolás Benedetti | 67' |
| 23 | MED | Antonio López     | 67' |
| 24 | DEL | Federico Viñas    | 81' |

| 9' | Rogelio Funes Mori | 1:0 |

| 39' · 90+10' | Celso Ortiz Stefan Medina |

| 22' · 59' · 68' · 90+10' | Sebastián Cáceres Salvador Reyes Roger Martínez Jorge Sánchez |

| Principal  | Fernando Hernández |
| Asistentes | Michael Barwegen   |
|            | Karen Díaz         |
| Cuarto     | Fernando Guerrero  |
| Quinto     | Michel Morales     |

| VAR | Adonai Escobedo |

|  |                    |     |     |
|  | Tiros              | 15  | 9   |
|  | Tiros a puerta     | 5   | 3   |
|  | Faltas             | 16  | 14  |
|  | Saques de esquina  | 4   | 6   |
|  | Fueras de juego    | 0   | 2   |
|  | Posesión del balón | 44% | 56% |

|                   |
| Bandera de México |
| Campeón Monterrey |
| 5.° título        |

## Estadísticas

### Goleadores
| Jugador            | Club               | Goles | PJ |
| ------------------ | ------------------ | ----- | -- |
| Kacper Przybyłko   | Philadelphia Union | 5     | 6  |
| Maximiliano Meza   | Monterrey          | 4     | 4  |
| Bryan Angulo       | Cruz Azul          | 4     | 5  |
| Yimmi Chará        | Portland Timbers   | 3     | 4  |
| Federico Viñas     | América            | 3     | 5  |
| Rogelio Funes Mori | Monterrey          | 3     | 6  |

### Jugadores con tres o más goles en un partido
| Pos. | Jugador     | Goles | Fecha               | Local    |                     | Resultado |                           | Visitante        | Reporte          |
| ---- | ----------- | ----- | ------------------- | -------- | ------------------- | --------- | ------------------------- | ---------------- | ---------------- |
| 1    | Yimmi Chará | 3     | 13 de abril de 2021 | Marathón | Bandera de Honduras | 0 - 5     | Bandera de Estados Unidos | Portland Timbers | Octavos de final |